# 31086 Ґерінґер
31086 Ґерінґер (31086 Gehringer) — астероїд головного поясу, відкритий 12 січня 1997 року.
Тіссеранів параметр щодо Юпітера — 3,187.